# ペルソナ (2008年の映画)
『ペルソナ』は、樫原辰郎が監督を務め2008年に公開された日本映画。

## ストーリー
「プロジェクト・ペルソナ」という謎の人体実験によって、常人離れした格闘能力を得たものの別人格を埋め込まれてしまった女子大生の日和が、その研究所から脱走する。彼女を連れ戻そうとする追っ手を倒し、医者の幸一郎の助けを借りながら逃走し続けていくのだが…。

## キャスト
- 御園日和 - 山崎真実
- 木場幸一郎 - 萩原聖人
- 森次晃嗣
- 佐野史郎
- 木村祐一
- 二階堂智
- 鈴木砂羽
- 菟田高城
- 中村愛美
- 大鷹明良
- 大島直也
- 村木藤志郎
- 安部魔凛碧
- 寺田万里子

## スタッフ
- 監督：樫原辰郎
- 製作総指揮：斎藤正明、井内徳次
- 脚本：樫原辰郎
- アクション監督：谷垣健治
- 撮影：ふじもと光明
- 製作：「ペルソナ」フィルムパートナーズ（クレイ、テンダープロ）
- 製作会社：キックファクトリー
- 配給：「ペルソナ」フィルムパートナーズ
- 配給協力：リベロ